# Communauté de communes Plateau de Caux
Die Communauté de communes Plateau de Caux (vor 2023: Communauté de communes Plateau de Caux-Doudeville-Yerville) ist ein französischer Gemeindeverband mit der Rechtsform einer Communauté de communes im Département Seine-Maritime in der Region Normandie. Sie wurde am 1. Dezember 2016 gegründet und umfasst 40 Gemeinden. Der Verwaltungssitz befindet sich im Ort Doudeville.

## Historische Entwicklung
Der Gemeindeverband entstand mit Wirkung vom 1. Januar 2017 durch die Fusion der Vorgängerorganisationen
- Communauté de communes d’Yerville-Plateau de Caux und
- Communauté de communes du Plateau de Caux-Fleur de Lin.

## Mitgliedsgemeinden
| Gemeinde                               | Einwohner 1. Januar 2022 | Fläche km² | Dichte Einw./km² | Code INSEE | Postleitzahl |
| -------------------------------------- | ------------------------ | ---------- | ---------------- | ---------- | ------------ |
| Amfreville-les-Champs                  | 190                      | 4,60       | 41               | 76006      | 76560        |
| Ancretiéville-Saint-Victor             | 374                      | 11,54      | 32               | 76010      | 76760        |
| Anvéville                              | 298                      | 4,23       | 70               | 76023      | 76560        |
| Auzouville-l’Esneval                   | 360                      | 5,66       | 64               | 76045      | 76760        |
| Bénesville                             | 162                      | 5,51       | 29               | 76077      | 76560        |
| Berville-en-Caux                       | 709                      | 6,72       | 106              | 76087      | 76560        |
| Boudeville                             | 220                      | 4,66       | 47               | 76129      | 76560        |
| Bourdainville                          | 476                      | 5,34       | 89               | 76132      | 76760        |
| Bretteville-Saint-Laurent              | 164                      | 3,97       | 41               | 76144      | 76560        |
| Butot                                  | 281                      | 5,51       | 51               | 76149      | 76890        |
| Canville-les-Deux-Églises              | 307                      | 5,77       | 53               | 76158      | 76560        |
| Carville-Pot-de-Fer                    | 103                      | 5,34       | 19               | 76161      | 76560        |
| Cideville                              | 423                      | 5,37       | 79               | 76174      | 76570        |
| Criquetot-sur-Ouville                  | 803                      | 5,83       | 138              | 76198      | 76760        |
| Doudeville                             | 2.440                    | 14,51      | 168              | 76219      | 76560        |
| Ectot-l’Auber                          | 706                      | 5,00       | 141              | 76227      | 76760        |
| Ectot-lès-Baons                        | 398                      | 4,92       | 81               | 76228      | 76970        |
| Étalleville                            | 428                      | 3,55       | 121              | 76251      | 76560        |
| Étoutteville                           | 837                      | 11,59      | 72               | 76253      | 76190        |
| Flamanville                            | 466                      | 4,48       | 104              | 76264      | 76970        |
| Fultot                                 | 246                      | 3,72       | 66               | 76293      | 76560        |
| Gonzeville                             | 121                      | 4,83       | 25               | 76309      | 76560        |
| Grémonville                            | 447                      | 8,27       | 54               | 76325      | 76970        |
| Harcanville                            | 525                      | 7,48       | 70               | 76340      | 76560        |
| Héricourt-en-Caux                      | 950                      | 10,81      | 88               | 76355      | 76560        |
| Hugleville-en-Caux                     | 420                      | 9,45       | 44               | 76370      | 76570        |
| Le Torp-Mesnil                         | 454                      | 5,23       | 87               | 76699      | 76560        |
| Lindebeuf                              | 383                      | 4,62       | 83               | 76387      | 76760        |
| Motteville                             | 768                      | 8,68       | 88               | 76456      | 76970        |
| Ouville-l’Abbaye                       | 654                      | 7,31       | 89               | 76491      | 76760        |
| Prétot-Vicquemare                      | 229                      | 4,73       | 48               | 76510      | 76560        |
| Reuville                               | 149                      | 4,37       | 34               | 76524      | 76560        |
| Robertot                               | 217                      | 2,45       | 89               | 76530      | 76560        |
| Routes                                 | 286                      | 4,47       | 64               | 76542      | 76560        |
| Saint-Laurent-en-Caux                  | 728                      | 6,46       | 113              | 76597      | 76560        |
| Saint-Martin-aux-Arbres                | 305                      | 5,14       | 59               | 76611      | 76760        |
| Saussay                                | 379                      | 5,17       | 73               | 76668      | 76760        |
| Vibeuf                                 | 621                      | 8,66       | 72               | 76737      | 76760        |
| Yerville                               | 2.658                    | 10,42      | 255              | 76752      | 76760        |
| Yvecrique                              | 629                      | 5,97       | 105              | 76757      | 76560        |
| Communauté de communes Plateau de Caux | 21.314                   | 252,34     | 84               | –          | –            |